# Рокфёй
Рокфё́й (фр. Roquefeuil) — коммуна во Франции, находится в регионе Лангедок — Руссильон. Департамент коммуны — Од. Входит в состав кантона Белькер. Округ коммуны — Лиму.
Код INSEE коммуны — 11320.

## Население
Население коммуны на 20020 год составляло 291 человека.
| 1962 | 1968 | 1975 | 1982 | 1990 | 1999 | 2008 | 2020 |
| ---- | ---- | ---- | ---- | ---- | ---- | ---- | ---- |
| 332  | 355  | 304  | 278  | 262  | 277  | 274  | 291  |

## Экономика
В 2007 году среди 135 человек в трудоспособном возрасте (15—64 лет) 75 были экономически активными, 60 — неактивными (показатель активности — 55,6 %, в 1999 году было 60,0 %). Из 75 активных работали 69 человек (41 мужчина и 28 женщин), безработных было 6 (2 мужчин и 4 женщины). Среди 60 неактивных 12 человек были учениками или студентами, 24 — пенсионерами, 24 были неактивными по другим причинам.

## Достопримечательности
- Церковь Сент-Этьенн